# Octopus fitchi
Octopus fitchi är en bläckfiskart som beskrevs av Berry 1953. Octopus fitchi ingår i släktet Octopus och familjen Octopodidae. Inga underarter finns listade i Catalogue of Life.